# 曾銘宗
曾銘宗（1959年1月22日—），中華民國政治人物，中國國民黨籍，現為富邦金控副董事長，曾任立法委員、中國國民黨立法院黨團總召集人、國立臺北大學商學院兼任講座教授、金融監督管理委員會主任委員及主任秘書、合作金庫商業銀行總經理、臺灣銀行董事長、財政部次長、國民黨代理秘書長。

## 早年
曾銘宗出生於嘉義縣溪口鄉疊溪村。
- 國立臺北大學企業管理博士
- 國立中興大學公共政策碩士

## 經歷
2001至2004年，擔任合作金庫商業銀行總經理，就任時逾期放款金額達新台幣907億元，逾期放款比率達7.7％；截至2004年7月卸任時，逾期放款金額已降為新台幣498億元，逾期放款比率降為3.98％，三個年度均超逾預算盈餘目標，經營績效經行政院考列為甲等。2008年，出任財政部次長任內兼任國安基金執行秘書。2013年轉任金融監督管理委員會主任委員，任內推動金融打亞洲盃、金融進口替代、OBU業務負面表列、接管清算幸福人壽等三家問題保險公司、建立OIU境外保險制度、建立保險業立即糾正措施、開放當冲交易制度、放寬交易漲跌幅為10％及創立創櫃板制度等。
2019年被指控其在金管會主委任內曾於2014年放任國營事業台灣肥料給予寬限，但後續經金管會澄清2014年並沒有任何台肥來金管會詢問的公文紀錄，並表示該指控為不實指謫。2016年曾銘宗卸任金管會主委，當選立法委員。甫就職針對剛爆發的浩鼎生技案要求金管會查辦時任中華民國中央研究院院長翁啟惠涉嫌內線交易、貪污罪，並質疑翁啟惠對於浩鼎解盲案的談話觸犯《證券交易法》。
2023年，立委任期僅剩不到一年的曾銘宗因已連任兩屆國民黨不分區立委無法再被納入不分區名單內，並曾表示他不打算轉戰區域立委，有意淡出政壇。

## 獲獎及荣誉
- 三等景星勋章（2016年5月18日批准[17]）
- 2003年獲第三屆國立臺北大學傑出校友
- 2013年獲第十七屆國立中興大學傑出校友
- 國立高雄科技大學財務金融系名譽博士

## 個人生活
台語歌手江蕙、江淑娜是曾銘宗的表妹，三人有同一個祖母。

## 外部連結
- 曾銘宗的Facebook專頁

| 中華民國政府職務 | 中華民國政府職務                                                    | 中華民國政府職務 |
| ---------------- | ------------------------------------------------------------------- | ---------------- |
| 行政院           |                                                                     |                  |
| 前任： 劉憶如    | 財政部部長 代理 2012年5月30日－2012年6月1日                         | 繼任： 張盛和    |
| 前任： 陳裕璋    | 行政院金融監督管理委員會主任委員 第七任 2013年7月29日－2016年2月1日 | 繼任： 王儷玲    |
| 政党职务         |                                                                     |                  |
| 中國國民黨       |                                                                     |                  |
| 前任： 曾永權    | 中國國民黨秘書長 代理 2020年1月15日－2020年3月18日                  | 繼任： 李乾龍    |